# Онгуэдива
Онгуэдива (англ. Ongwediva) — город на севере Намибии, входит в состав области Ошана. Административный центр одноимённого округа.

## История
Город был основан в 60-х годах XX века властями Южно-Африканской Республики, под чьим контролем находилась Намибия до 1990 года.

## Географическое положение
Город находится в северной части области, на расстоянии приблизительно 540 километров к северо-северо-западу (NNW) от столицы страны Виндхука. Абсолютная высота — 1076 метров над уровнем моря.

## Климат
| Показатель                    | Янв.  | Фев.  | Март | Апр. | Май  | Июнь | Июль | Авг. | Сен. | Окт. | Нояб. | Дек. | Год   |
| ----------------------------- | ----- | ----- | ---- | ---- | ---- | ---- | ---- | ---- | ---- | ---- | ----- | ---- | ----- |
| Средний суточный максимум, °C | 31,5  | 30,3  | 28,5 | 30,1 | 28,6 | 26,2 | 26,7 | 29,3 | 32,8 | 34,2 | 33,2  | 32,3 | 30,3  |
| Средняя температура, °C       | 25,2  | 24,5  | 23,3 | 23,2 | 20,1 | 17,2 | 17,0 | 19,4 | 23,2 | 25,7 | 25,9  | 25,5 | 22,5  |
| Средний суточный минимум, °C  | 18,7  | 18,3  | 17,9 | 15,9 | 11,4 | 7,7  | 7,2  | 9,3  | 13,3 | 17,1 | 18,3  | 18,4 | 14,5  |
| Норма осадков, мм             | 108,9 | 117,9 | 98,3 | 28,7 | 3,4  | 0,3  | 0,0  | 0,2  | 1,0  | 10,4 | 47,2  | 57,0 | 473,3 |
| Источник:                     |       |       |      |      |      |      |      |      |      |      |       |      |       |

## Население
По данным официальной переписи 1991 года численность населения составляла 6 197 человек.
Динамика численности населения города по годам:
| 1991  | 2010   | 2011   | 2013   |
| ----- | ------ | ------ | ------ |
| 6 197 | 10,964 | 20 260 | 11 753 |

## Транспорт
Ближайший аэропорт расположен в городе Ондангва.